# Nicolò Ferrari
Pour les articles homonymes, voir Ferrari.
Ferrari, né à Camogli dans la ville métropolitaine de Gênes (Ligurie), est un réalisateur et scénariste italien, qui a surtout mis en scène des documentaires.

## Biographie
Après son baccalauréat, Ferrari a été un membre actif du ciné-club de Gênes et a travaillé sur des projets de la Federazione Italiana Circoli del Cinema (FICC), ce qui lui a permis d'acquérir de l'expérience en tant qu'éditeur. En 1950, il s'installe à Rome et commence à travailler comme documentariste et assistant réalisateur, souvent pour Romolo Marcellini et Roberto Rossellini. Avec Laura nue, Ferrari fait ses débuts dans la fiction en 1961. Le film, salué par la critique, a connu des problèmes avec la censure. Deux autres œuvres ont suivi en 1969 et 1994, mais elles n'ont pas atteint la popularité de son premier film.
Son activité de documentariste a accompagné Ferrari tout au long de son œuvre.

## Filmographie partielle

### Comme réalisateur
- 1952 : L'età della ragione
- 1952 : I bambini ci giocano
- 1953 : Storia del pianoforte
- 1953 : Via Veneto
- 1954 : Cronache dell'urbanistica italiana
- 1955 : Mar Rosso
- 1957 : Les Fiancés de la mort (I fidanzati della morte) de Romolo Marcellini (scénario)
- 1961 : Laura nue (Laura nuda)
- 1970 : Mio Mao: Fatiche ed avventure di alcuni giovani occidentali per introdurre il vizio in Cina
- 1984 : L'addio a Enrico Berlinguer
- 2001 : Un altro mondo è possibile (documentaire collectif sur les émeutes anti-G8 de Gênes de 2001)